# Ökoeffizienz
Ökoeffizienz ist der Quotient aus dem wirtschaftlichen Wert eines Produktes und den durch den Herstellungsvorgang auf die Umwelt ausgeübten Auswirkungen, gemessen in einer geeigneten Einheit.
Ökoeffizienz unterscheidet sich vom Begriff der Ökoeffektivität, der durch den deutschen Chemiker Michael Braungart und den US-amerikanischen Architekten William McDonough geprägt wurde, und wird komplementär zu Konsistenz und Suffizienz gesehen.

## Nähere begriffliche Eingrenzungen
Der Begriff wurde 1991 vom Wirtschaftsrat für nachhaltige Entwicklung (Business Council for Sustainable Development, heute World Business Council for Sustainable Development – WBCSD) in die Wirtschaftswelt eingeführt. Die Motivation dafür war, dass negative ökologische Wirkungen und die Ressourcenintensität über den gesamten Lebenszyklus (des Produktes) auf ein Niveau gebracht werden sollen, das mit den Tragfähigkeitsgrenzen der Erde vereinbar ist.
Ökoeffizienz wird erreicht, wenn Güter und Dienstleistungen preislich wettbewerbsfähig sind, menschliche Bedürfnisse befriedigen und Lebensqualität bringen.
Der Wirtschaftsrat für nachhaltige Entwicklung definiert Ökoeffizienz über die Formel:

{\displaystyle {\text{Ökoeffizienz}}={\frac {\text{Wirtschaftlicher Wert eines Produkts}}{\text{Einfluss bzw. Auswirkungen auf die Umwelt}}}={\frac {\text{Wirtschaftlicher Wert eines Produkts}}{\text{Umweltfolgekosten des Produkts im Laufe des Lebenszyklusses}}}}
Dieses Konzept fordert die Maximierung des Wertes (utility) pro Einheit „Umweltbelastung“. Dabei wird sowohl der Herstellungsprozess als auch der Gebrauch/Nutzen und die spätere Entsorgung (bei Produkten) in die Bilanz einbezogen („von der Wiege bis zur Bahre“). Die Verminderung der Material- und Energieintensität von Produkten und die Reduzierung des Schadstoffausstoßes sollen zusammen mit der Erhöhung der Recyclingfähigkeit von Produkten sowie dem maximalen Einsatz wiederverwendeter Materialien eine möglichst geringe Umweltbelastung bewirken.
Ökoeffizienz ist eine Kennzahl, mit der Produktionsprozesse und Produkte wirtschaftlicher gestaltet werden sollen. Die Steigerung der Umweltverträglichkeit ist dabei ein positiver Nebeneffekt.
Die Reduktion der vielfältigen Umweltbelastung auf einen skalaren Divisor erfordert die Zusammenfassung verschiedener Faktoren wie beispielsweise Kohlendioxidausstoß und Schwermetallemissionen, die notwendigerweise als willkürlich gewählten Rechenverfahren vorgenommen werden muss.
Die Kennzahl Ökoeffizienz trifft keine Aussage über die grundsätzliche Nachhaltigkeit (Tragfähigkeit des Ökosystems).